# Bailleul-aux-Cornailles
Bailleul-aux-Cornailles é uma comuna francesa na região administrativa de Altos da França, no departamento de Pas-de-Calais. Estende-se por uma área de 6,82 km². Em 2010 a comuna tinha 267 habitantes (densidade: 39,1 hab./km²).